# Saint-Jean-du-Bois
Saint-Jean-du-Bois ist eine französische Gemeinde mit 612 Einwohnern (Stand: 1. Januar 2022) im Département Sarthe in der Region Pays de la Loire. Sie gehört zum Arrondissement La Flèche und zum Kanton La Suze-sur-Sarthe (bis 2015: Kanton Malicorne-sur-Sarthe). Die Einwohner werden Jamboisiens genannt.

## Geographie
Saint-Jean-du-Bois liegt etwa 23 Kilometer südwestlich von Le Mans. Umgeben wird Saint-Jean-du-Bois von den Nachbargemeinden Fercé-sur-Sarthe im Norden, La Suze-sur-Sarthe im Osten und Nordosten, Mézeray im Süden sowie Noyen-sur-Sarthe im Westen.

## Bevölkerungsentwicklung
| 1962                      | 1968 | 1975 | 1982 | 1990 | 1999 | 2006 | 2013 |
| ------------------------- | ---- | ---- | ---- | ---- | ---- | ---- | ---- |
| 425                       | 483  | 527  | 544  | 471  | 491  | 595  | 630  |
| Quelle: Cassini und INSEE |      |      |      |      |      |      |      |

## Bauwerke und Sehenswürdigkeiten
- Kirche Saint-Jean-Baptiste aus dem 12. Jahrhundert, Umbauten aus dem 17. und 19. Jahrhundert
- Schloss La Houssaye aus dem 15. Jahrhundert, heutiges Gebäude aus dem 17./18. Jahrhundert
- Seen La Bonde und Gilbert

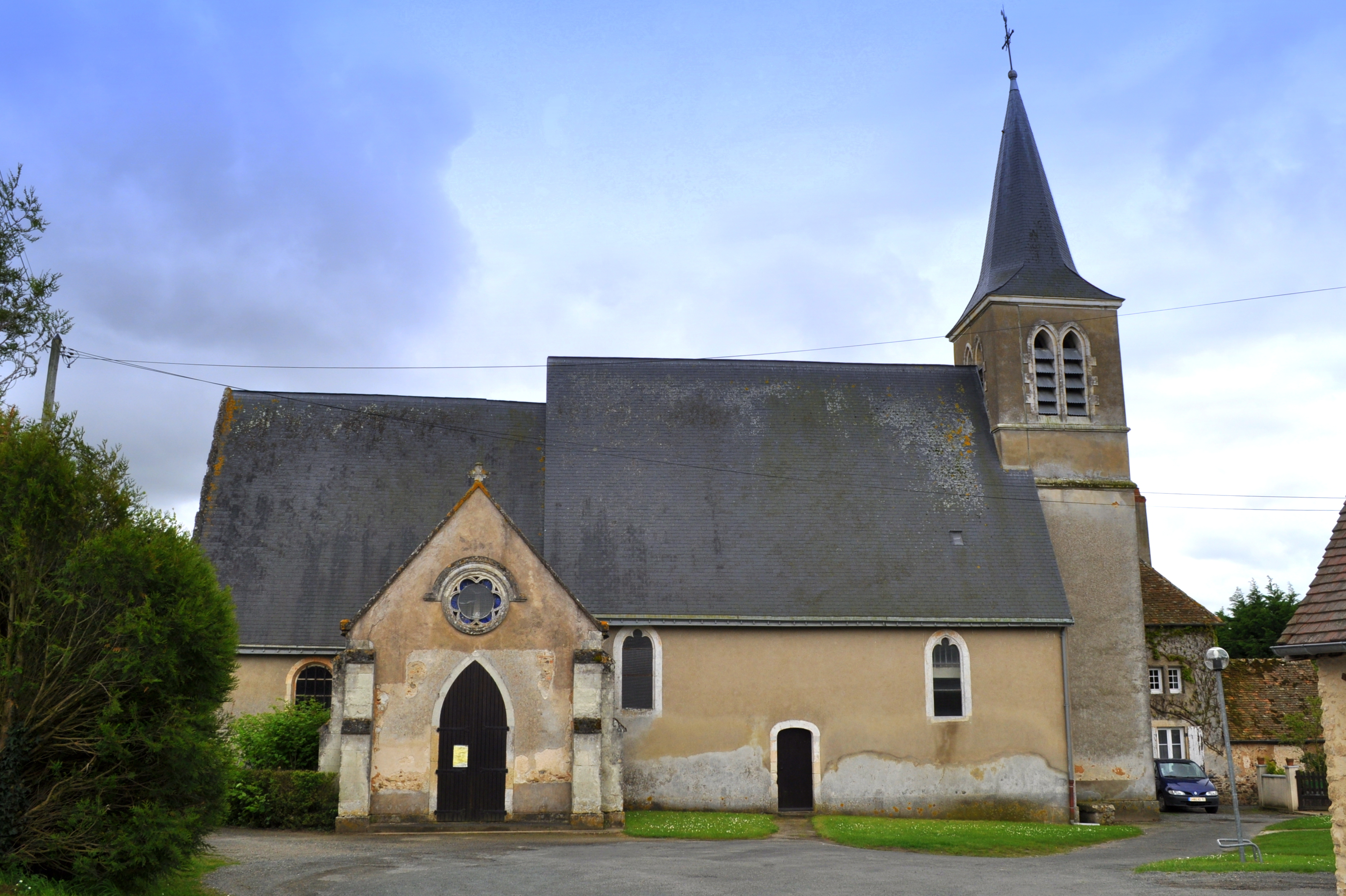
Kirche Saint-Jean-Baptiste
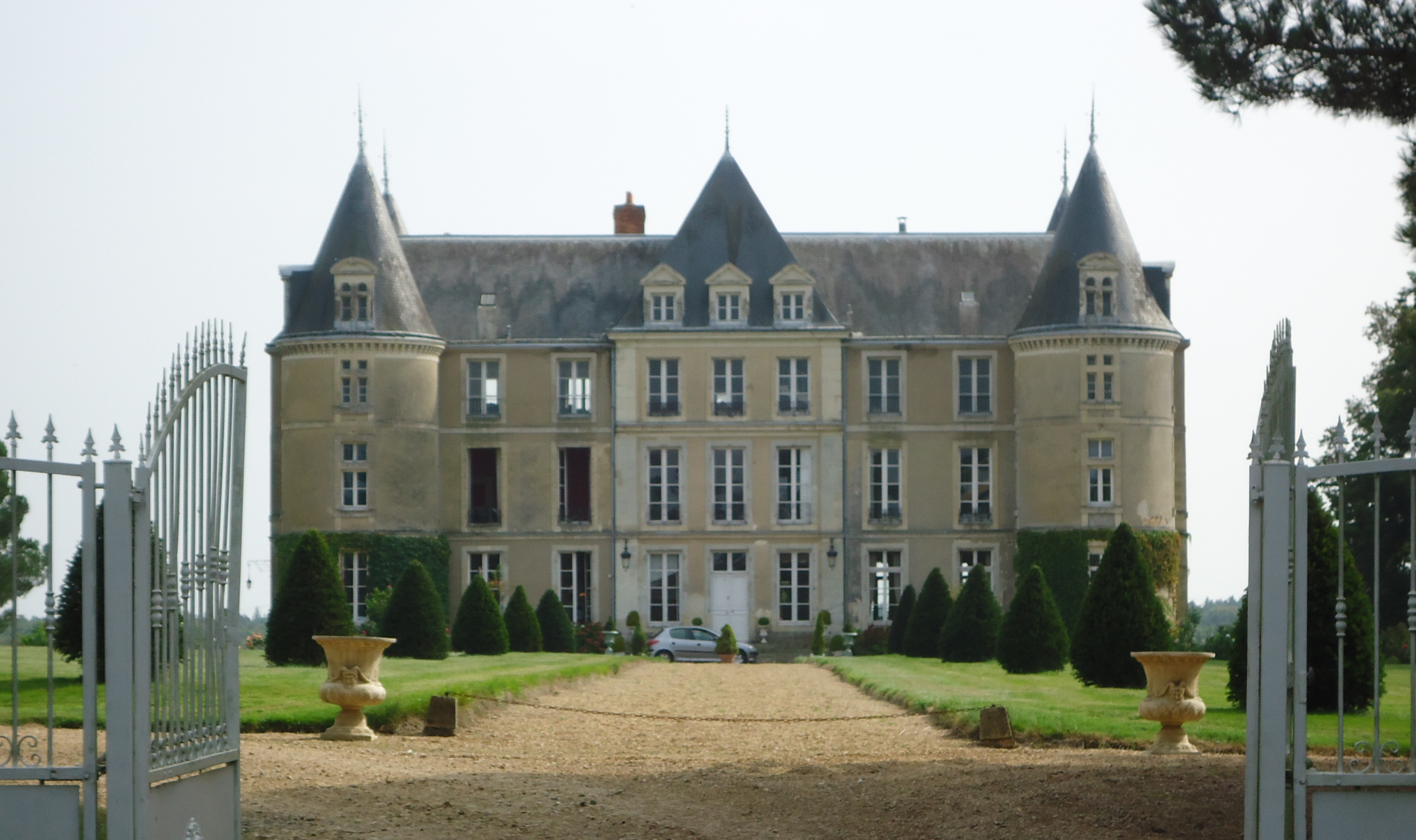
Schloss La Houssaye